# Pinaropappus roseus
Pinaropappus roseus, conocida comúnmente como chipule, chipulillo o escorzonera, es una planta herbácea nativa de México y el sureste de Estados Unidos. Es la especie tipo del género Pinaropappus, de la familia Asteraceae.

## Descripción
Pinaropappus roseus es una planta perenne, erecta, glabra a ligeramente vellosa, de hasta 65 cm de alto. Las hojas alternas, sésiles o con pecíolos hasta de 1.5 cm de largo, están dispuestas en roseta o caulinares y aglomeradas, con excepción de las presentes en los escapos; con láminas lineares a angostamente oblanceoladas. Miden hasta 12 cm de largo y en su mayoría son enteras, aunque las inferiores suelen ser dentadas a pinnatifidas.
La inflorescencia es una cabezuela solitaria y terminal, a veces subescaposas, con involucro campanulado a campanulado-turbinado, 25 a 40 brácteas, con una mancha oscura cerca del ápice, las interiores de 12 a 20 mm. Las páleas son escariosas, subuladas, de hasta 18 mm de largo. Presenta entre 20 y 60 flores de 10 a 22 mm de largo, de corolas rosadas y lígula oblonga, más larga que el tubo.
El fruto es un aquenio 5-costillado linear fusiforme, de 7 u 8 mm de largo, de color verde amarillento. El vilano es caedizo y cuenta con 40 a 60 cerdas pardas, desiguales, de hasta 10 mm de largo.

## Hábitat y distribución
Pinaropappus roseus se distribuye de Arizona y Texas, en Estados Unidos, hasta Oaxaca, en México, donde prospera en climas templados a semiáridos. Es una planta de hábito ruderal y arvense, asociada a cultivos de papa, maíz y frijol, a vegetación esclerófila, pastizales naturales y vegetación secundaria de bosque mixto y mesófilo de montaña.

## Taxonomía
Pinaropappus roseus fue descrita en 1832 por Christian Friedrich Lessing en Synopsis Generum Compositarum: 143.

### Etimología
Pinaropappus: nombre genérico del griego pinaro = sucio, y pappos = vilano; en referencia a sus vilanos de color beige
roseus: epíteto latino que significa "rosado"

### Sinonimia
- Achyrophorus roseus Less.
- Pinaropappus roseus var. foliosus Shinners
- Pinaropappus scapiger Walp.[4][6]